# Lijst van spelers van Fenerbahçe
Op deze lijst staan zowel huidige als voormalige Fenerbahçe-spelers vermeld.

## A
- Olcan Adın
- Serhat Akın
- Fatih Akyel
- Éder Aleixo
- Ogün Altıparmak
- Kennet Andersson
- Nicolas Anelka
- Radomir Antić
- Stephen Appiah
- Can Arat
- Cihat Arman
- Osman Arpacıoğlu
- Emre Aşık
- Kemal Aslan
- Mehmet Aurélio
- İbrahim Serdar Aydın

## B
- Volkan Babacan
- Serkan Balcı
- Elvir Baljić
- Deniz Barış
- Can Bartu
- Emre Belözoğlu
- Recep Biler
- Ali Bilgin
- Elvir Bolić
- Uğur Boral
- Erol Bulut
- Leonardo Bonucci

## C
- Aatif  Chahechouhe
- Yasin Çakmak
- Oğuz Çetin
- Servet Çetin
- Tanju Çolak

## D
- Volkan Demirel
- Oktay Derelioğlu
- Issiar Dia
- Rıdvan Dilmen
- Nabil  Dirar
- Mustafa Doğan
- Edu Dracena
- Osman Kürşat Duman

## E
- Mehmet Ekici
- Robert Enke
- Abdullah Ercan
- Naci Erdem
- Mahmut Hanefi Erdoğdu
- Caner Erkin

## G
- Gökhan Gönül
- Dani Güiza
- Mert Günok
- Gürhan Gürsoy
- Umut Güzelses

## H
- Murat Hacıoğlu
- Pierre van Hooijdonk
- Özer Hurmacı
- Ahmet Haphap

## I
- Bekir İrtegün

## J
- Samuel Johnson
- Vincent Janssen

## K
- Ferdi Kadıoğlu
- Mateja Kežman
- Aykut Kocaman
- Tayfun Korkut
- Emil Kostadinov
- Serhat Kot
- Lefter Küçükandonyadis
- Serdar Kulbilge
- Dirk Kuijt
- Hasan Ali Kaldırım

## L
- Fábio Luciano
- Diego Lugano

## M
- Claudio Maldonado
- Tümer Metin
- Zoran Mirković
- John Moshoeu
- Kim Min-Jae

## N
- Mamadou Niang
- Brian Steen Nielsen
- Márcio Nobre

## O
- Uche Okechukwu
- Augustine Okocha
- Ariel Ortega
- Souleymane Oulare
- Alpay Özalan
- Ümit Özat
- Arkoç Özcan
- Mesut Özil

## P
- Ilhan Parlak
- Yaw Preko
- Robin van Persie

## R
- Milan Rapaić
- Serhij Rebrov
- Rüştü Reçber
- Haim Revivo
- Colin Kâzım-Richards

## S
- Ertuğrul Sağlam
- Selçuk Şahin
- Tuncay Şanlı
- André Santos
- Mircea Sasu
- Harald Schumacher
- Semih Şentürk
- Mehmet Kutay Şenyıl
- Roberto Carlos da Silva
- Yusuf Şimşek
- Piotr Soczyński
- Alex de Souza
- Deivid de Souza
- Edmar Gees de Souza
- Zeki Rıza Sporel
- Miroslav Stoch
- Attila Szalai

## T
- Ogün Temizkanoğlu
- Stjepan Tomas
- Mehmet Topuz
- Önder Turacı
- Cemil Turan
- Mehmet Topal

## U
- Gökhan Ünal
- Bülent Uygun

## V
- Mathieu Valbuena
- José Joaquín Moreno Verdú

## W
- Washington Stecanelo Cerqueira
- Wederson Luiz da Silva Medeiros

## Y
- Sergen Yalçın
- Burak Yılmaz
- Joseph Yobo
- Mehmet Yozgatlı
- Mustafa Yücedağ
- Selçuk Yula

## Z
- Kerim Zengin
- Reto Ziegler